# 동안산·당수 나들목
동안산·당수 나들목(E.Ansan-Dangsu IC)은 경기도 수원시 권선구 당수동과 안산시 상록구 사사동에 걸쳐 설치된 평택파주고속도로의 2번 교차로이다. 평택파주고속도로 파주 방향과 수인로 수원 방향끼리만 접속되며, 평택 방향으로의 진입과 파주 방향에서 진출은 불가하다. 2008년 고속도로 계획 당시에는 입북 나들목이라는 가칭으로 불렸다.

## 연혁
- 2011년 3월 21일 : 나들목 신설을 위해 수원시 도시계획시설 교통광장에 당수동 일원을, 안산시 도시계획시설 교통광장에 상록구 사사동 일원을 고시[3]
- 2016년 4월 29일 : 수원문산고속도로 수원 ~ 광명 구간 개통과 함께 통행 개시[4]

## 구조물 정보
- 위치: 경기도 수원시 권선구 당수동, 안산시 상록구 사사동
- 영업소: 경기도 수원시 권선구 수인로622번길 17 (당수동)

## 접속하는 도로
- 국도 제42호선 (수인로)

## 교통량 정보
| 요금소              | 통행량 (대/일) | 통행량 (대/일) | 통행량 (대/일) | 통행량 (대/일) | 각주  |
| 요금소              | 2016년         | 2017년         | 2018년         | 2019년         | 각주  |
| ------------------- | -------------- | -------------- | -------------- | -------------- | ----- |
| 동안산당수 (폐쇄식) | 108            | 126            | 124            | 149            | [ 5 ] |